# Solanum vestissimum
Solanum vestissimum är en potatisväxtart som beskrevs av Michel Félix Dunal. Solanum vestissimum ingår i släktet skattor som ingår i familjen potatisväxter. Inga underarter finns listade i Catalogue of Life.